# Mesochorus infractus
Mesochorus infractus är en stekelart som beskrevs av Dasch 1974. Mesochorus infractus ingår i släktet Mesochorus och familjen brokparasitsteklar. Inga underarter finns listade i Catalogue of Life.